# Canal de Bourgogne

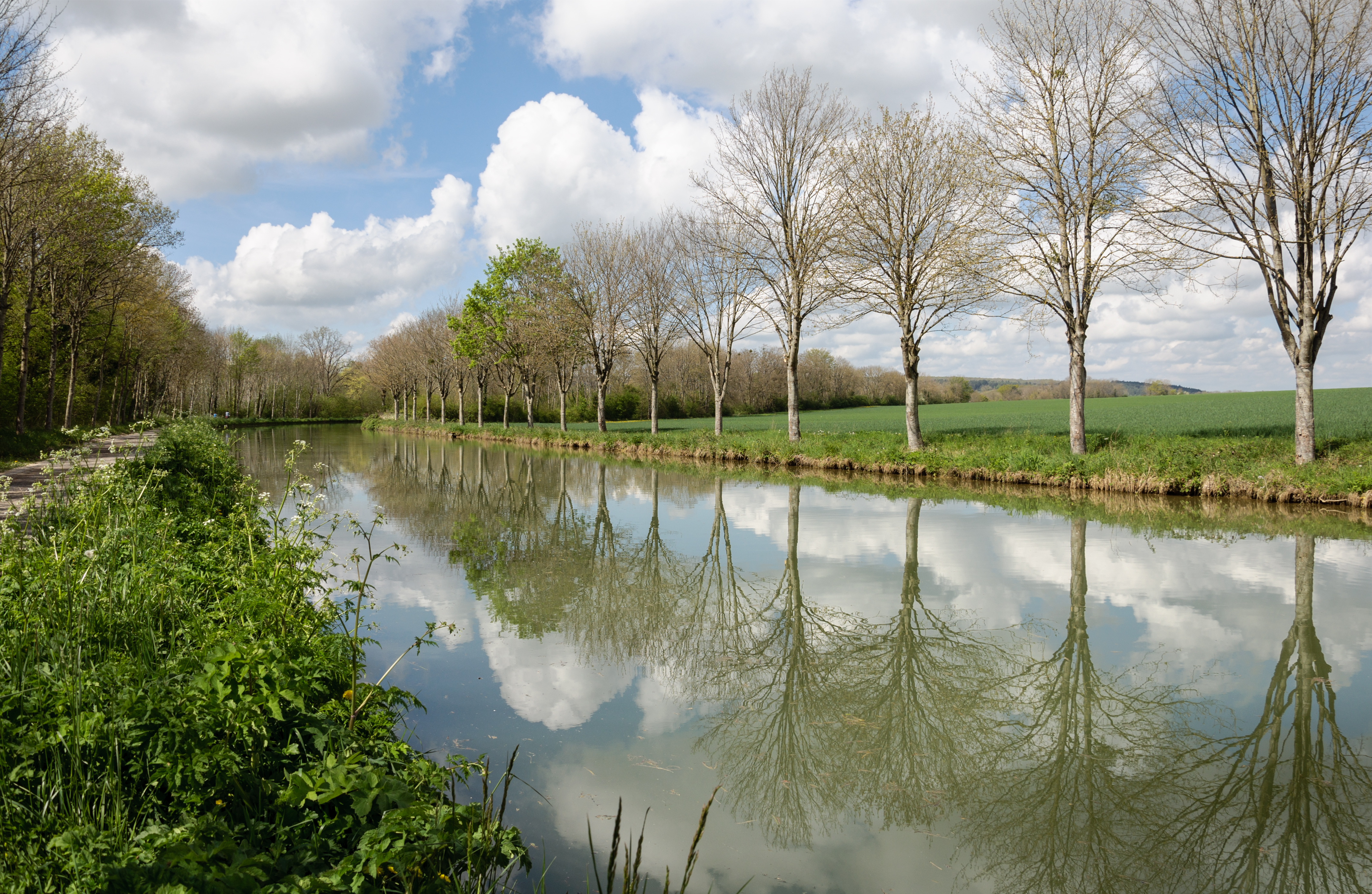
Der Kanal in der Nähe von Fulvy

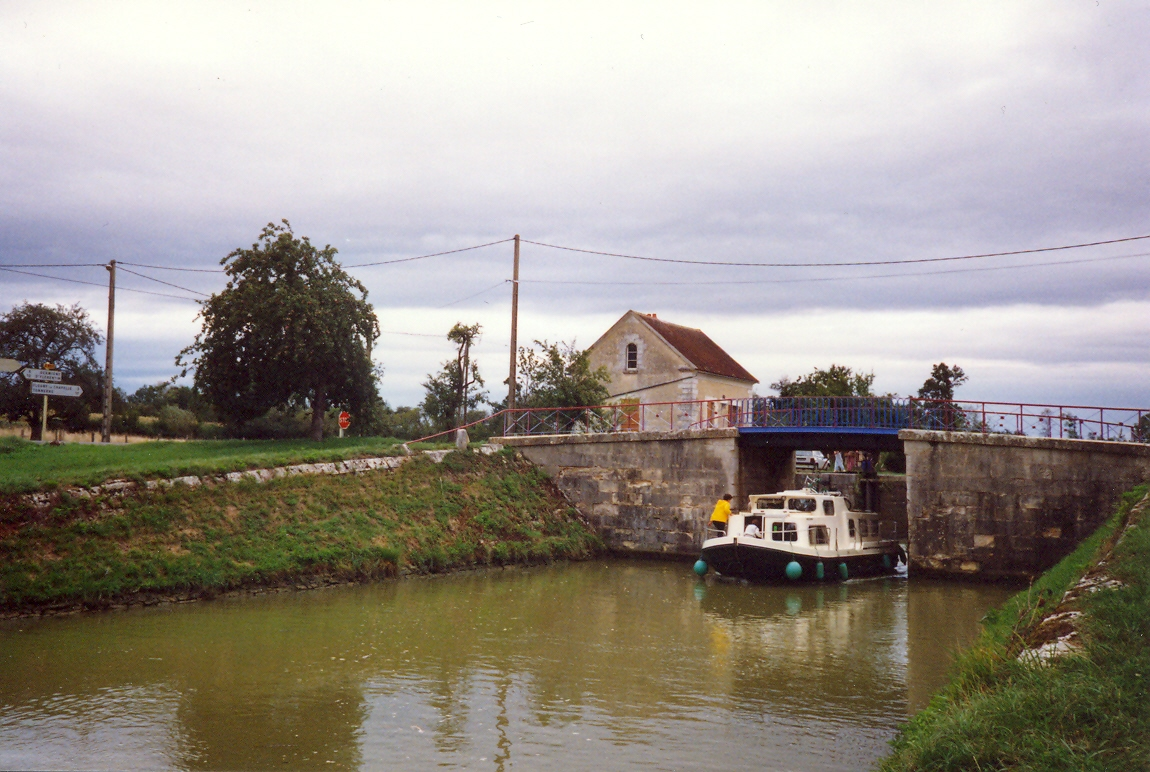
Schleuse 104 bei Percey

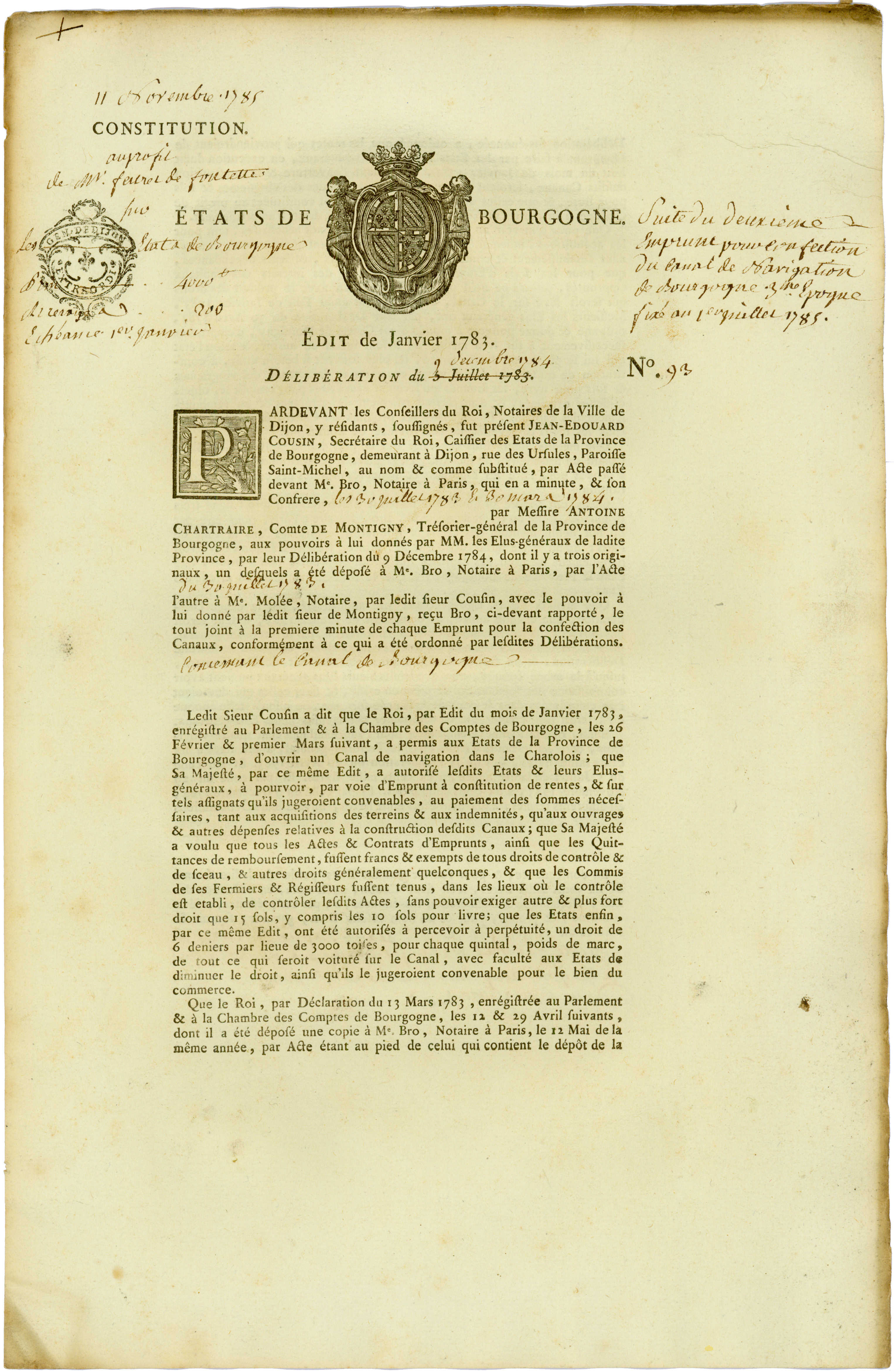
Vertrag einer 5-%-Obligation über 4000 Livres von Burgund für die Finanzierung des Canal de Bourgogne vom 11. November 1785

Der Canal de Bourgogne (deutsch: Burgund-Kanal) ist ein Schifffahrtskanal, der fast ausschließlich in der französischen Region Bourgogne-Franche-Comté verläuft, jedoch auch die benachbarte Region Grand Est kurz berührt. Mit seiner Länge von 243 Kilometern verbindet er die Yonne mit der Saône und damit über weitere, anschließende Flüsse und Kanäle den Atlantik mit dem Mittelmeer.

## Verlauf und technische Infrastruktur

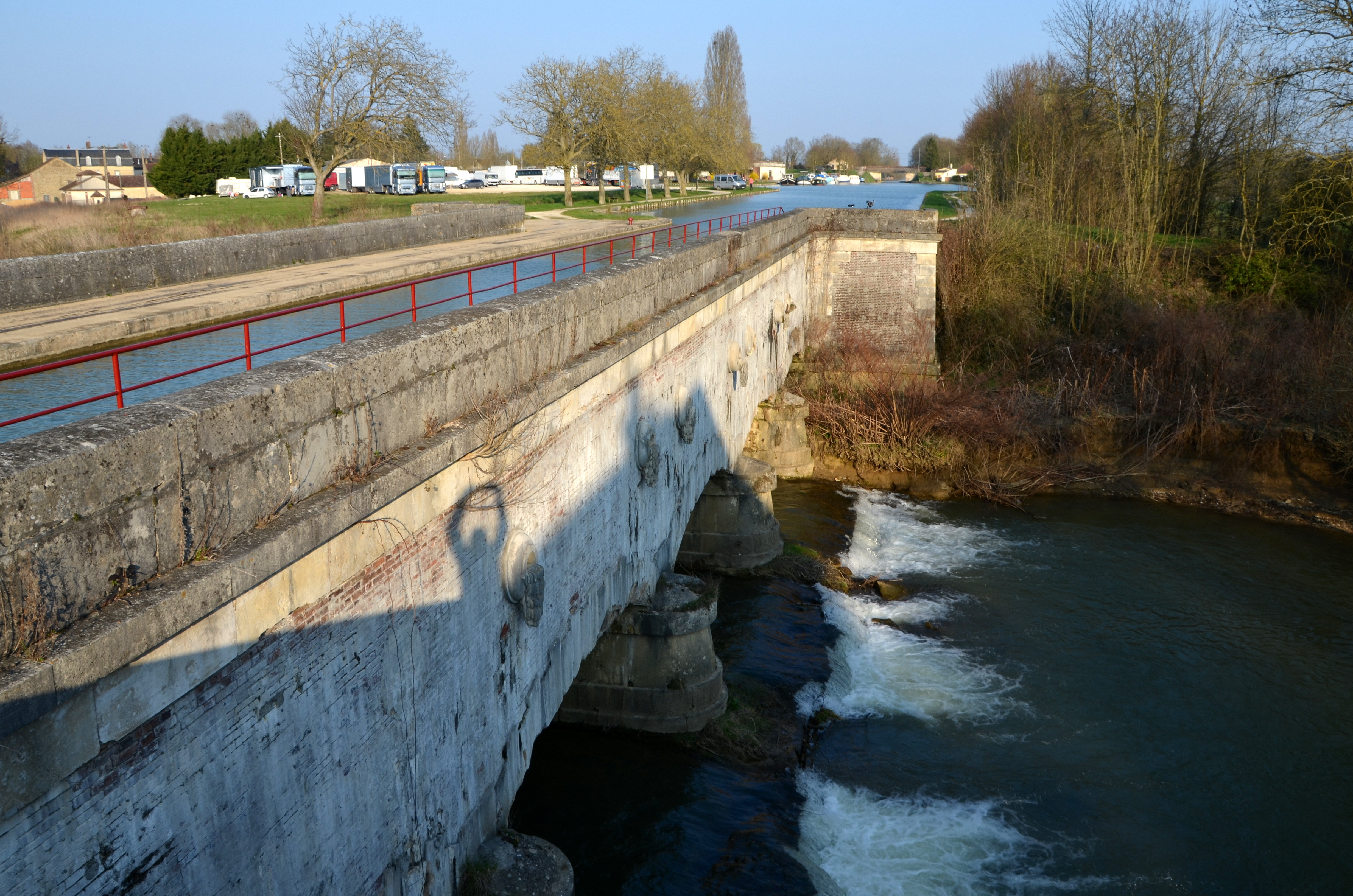
Kanalbrücke über die Armance bei Saint-Florentin

Der Kanal vom Typus des Wasserscheidenkanals beginnt seinen Aufstieg bei Migennes an der Yonne auf einer Höhe von rund 80 Metern über dem Meeresspiegel. Nach 158 Kilometern und Überwindung von 115 Schleusen (effektiv sind es 114 Schleusen, da die ersten beiden in Migennes zusammengelegt wurden) erreicht er die Scheitelhöhe auf 376 Metern bei Pouilly-en-Auxois. Ab hier wird der Kanal durch einen 3333 Meter langen Tunnel, den Voûte de Pouilly-en-Auxois, geführt, der die europäische Hauptwasserscheide zwischen Mittelmeer und Atlantik unterquert. Nach dem Abstieg über weitere 76 Schleusen auf einer Strecke von 92 Kilometern erreicht der Kanal bei Saint-Jean-de-Losne die Saône auf einer Höhe von etwa 180 Metern.
Die Schleusen sind beidseits des Scheiteltunnels durchnummeriert, beginnend in Pouilly-en-Auxois in Richtung Migennes, sowie unmittelbar nach dem Tunnel bei der Schleuse Escommes in Richtung Saint-Jean-de Losne, und mit dem Zusatz (auch auf den Kilometersteinen am Treidelpfad) „Y“ (Seite der Yonne) oder „S“ (Seite der Saône) versehen.
Die kleinste Distanz zwischen zwei Schleusen beträgt 201 Meter (zwischen den Schleusen 37 Y Pouillenay 1 und 36 Y Chassey 6, bei km 122), die größte 10 Kilometer (zwischen den Schleusen 13 Y Pont-Royal und 12 Y Gissey, km 137 und 147).
- Schleusenabmessungen: 39 × 5,10 m (Freycinet-Maß)
- Max. Tiefgang: 1,80 m, der nördliche Teil bis Dijon hat nur einen Tiefgang von 1,40 m.[2]
- Mindestdurchfahrthöhe: 3,40 m bei normalem Wasserstand (Im Tunnel von Pouilly nur 3,10 m)

### Koordinaten
- Ausgangspunkt des Kanals: 47° 57′ 39″ N, 3° 30′ 6″ OKoordinaten: 47° 57′ 39″ N, 3° 30′ 6″ O
- Endpunkt des Kanals: 47° 6′ 4″ N, 5° 15′ 35″ O

### Durchquerte Départements
- Yonne
- Côte-d’Or
- Aube auf etwa 1 Kilometer Länge bei Marolles-sous-Lignières

### Orte am Kanal
- Migennes
- Brienon-sur-Armançon
- Saint-Florentin
- Flogny-la-Chapelle
- Dannemoine
- Tonnerre
- Tanlay
- Argenteuil-sur-Armançon
- Ravières
- Rougemont
- La Grande Forge bei Buffon (= die modellhafte, 1768 vom großen Naturforscher Georges-Louis Leclerc, Comte de Buffon, erbaute Schmiede)
- Montbard
- Venarey-les-Laumes
- Alise-Sainte-Reine (Ausgrabung der gallorömischen Stadt Alesia)
- Flavigny-sur-Ozerain
- Pouilly-en-Auxois: Hier befindet sich der Scheiteltunnel des Canal de Bourgogne
- Châteauneuf
- La Bussière-sur-Ouche mit der ehemaligen Zisterzienserabtei La Bussière
- Dijon, Hauptstadt des Burgunds
- Saint-Jean-de-Losne

## Geschichte

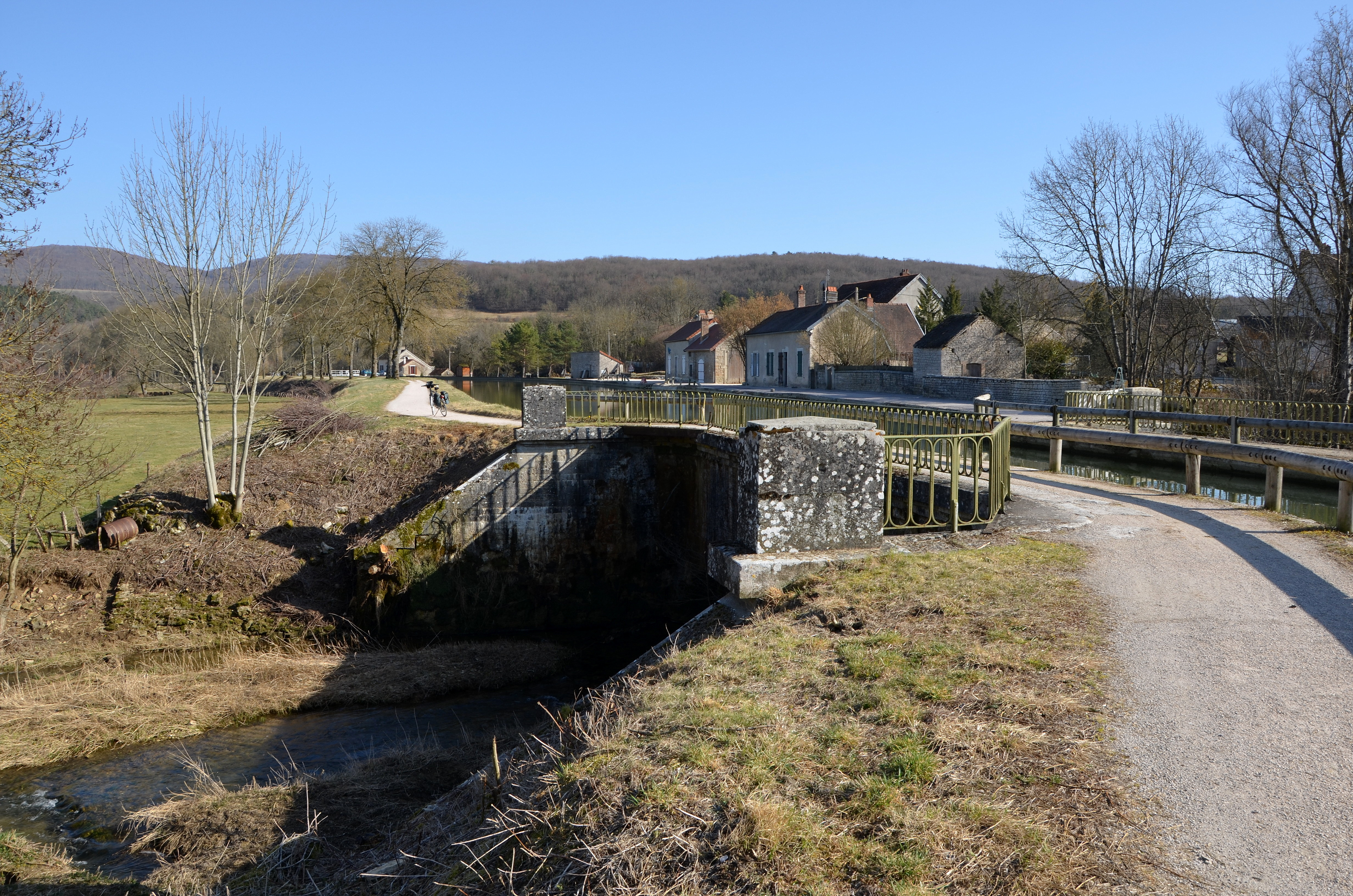
Kanalbrücke über die Ouche

Die ersten Planungen für diesen Kanal gehen auf König Ludwig XII. (1498–1515) und König Franz I. (1515–1547) zurück; schon sie wollten eine Wasserverbindung zwischen Ärmelkanal / Atlantik und dem Mittelmeer schaffen lassen. 1511 wurde eine Studie ausgearbeitet, um den Fluss Ouche zwischen Dijon und der Saône, etwa 30 km, schiffbar zu machen. 1530 gab Franz I. den Auftrag, mit den Arbeiten zu beginnen. Aber die Religionskriege ruinierten sowohl das Land als auch das Projekt. 1603 beauftragte der Minister Sully den Verantwortlichen für die Dämme im Königreich, den Holländer Humphrey Bradley, mit der erneuten Planung des erwähnten Abschnitts. Bradley entwickelte jedoch den ursprünglichen Plan aus dem 16. Jahrhundert weiter, die Flüsse Yonne und Saône miteinander zu verbinden. Dagegen wehrte sich die Stadt Dijon, hätte sie doch auf diese Weise ihre Funktion als Umladestation und damit viele Arbeitsplätze und Einnahmen verloren.
Trotzdem begann man im Jahre 1606, während der Regierungszeit Heinrichs IV., (1589–1610), diese Wasserstraße erneut ernsthaft zu planen. Unter anderem wurde eine Alternative geprüft, die ungefähr dem heutigen Verlauf des Canal du Centre entsprochen hätte, doch weitere Maßnahmen blieben aus. 1676 beauftragte der Minister Colbert den Erbauer des Canal du Midi, Pierre-Paul Riquet, mit einem Gutachten; Riquet hielt das Projekt für unrealisierbar. Vauban beschrieb 1696 in einem Gutachten die verschiedenen Möglichkeiten, wie man die Meere miteinander verbinden könnte. Aber weitere 28 Jahre vergingen ungenutzt. Die burgundische Verwaltung beauftragte den Ingenieur Joseph Abeille am 18. Mai 1724 damit, die Pläne für eine Wasserstraße zwischen der Yonne und der Saône zu erstellen. Bedingung war, dass die Scheitelhaltung bei Pouilly-en-Auxois eingerichtet wurde.
Die Pläne mit einer Streckenführung, die der tatsächlichen später sehr ähnlich sah, waren 1727 fertig, und 1752 ergab ein Gutachten, dass die Wasserversorgung des Kanals auf der Linienführung über Pouilly-en-Auxois besser gewährleistet sei als auf der Linienführung des Canal du Centre. Weitere Jahrzehnte vergingen bis 1773 Ludwig XV. ein (ein Jahr später von Ludwig XVI. bestätigtes) Edikt unterschrieb, wonach der Kanal zu erstellen sei. Das Budget des Königs würde den Teil zwischen Migennes und Pouilly-en-Auxois finanzieren, während Burgund den Teil zwischen Pouilly-en-Auxois und Saint-Jean-de-Losne zu übernehmen hatte. Die Gesamtkosten wurden auf 7 179 000 livres veranschlagt. Zur gleichen Zeit wie der Canal de Bourgogne wurden auch der Canal du Charolais (heute Canal du Centre), und der Kanal durch die Franche-Comté in Auftrag gegeben.

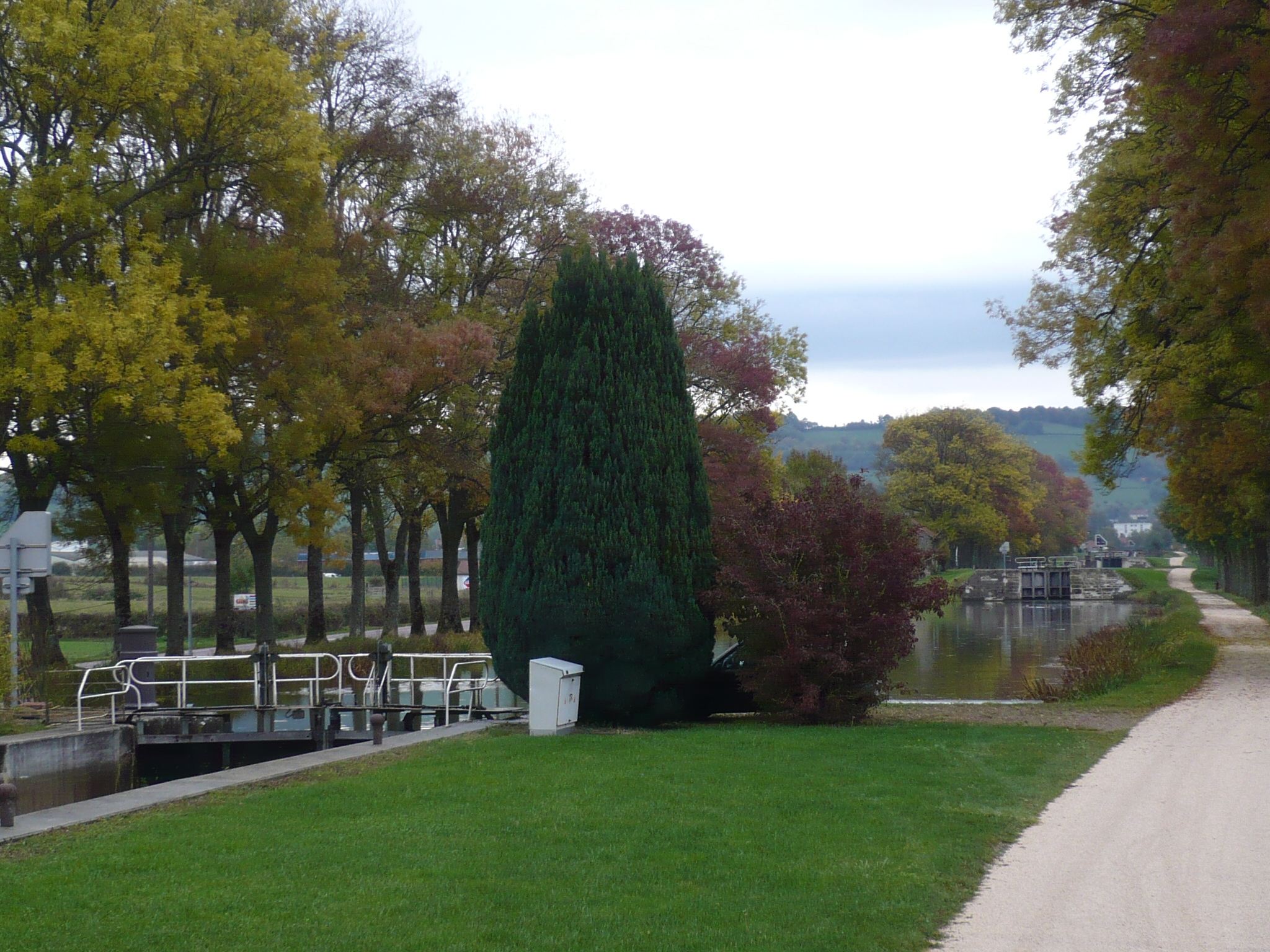
Schleusentreppe vor der Scheitelhaltung bei Pouilly-en-Auxois

1775 begannen die ersten Vorarbeiten zwischen der Yonne und Tonnerre. Auf der Seite der Saône begann man erst 1781. Durch den gleichzeitigen Bau des Canal du Centre unter dem Chef-Ingenieur der Ponts et Chaussées von Burgund, Emiland-Marie Gauthey, waren die finanziellen Mittel sehr eingeschränkt, so dass man auf der Seite der Saône zunächst nur das Teilstück von Saint-Jean-de-Losne bis Dijon baute. Dieses wurde am 14. Dezember 1808 seiner Bestimmung übergeben. Während der Revolution, bis 1793, wurde der die Fortsetzung des Kanals bis Pont-de-Pany bildende Bauplatz verlassen, und in der Regierungszeit von Napoléon Bonaparte ab 1807 ging der Weiterbau nur sehr schleppend voran. Das 20 km lange Teilstück von Dijon bis Pont-de-Pany wurde 1814 fertig, dann ruhten die Arbeiten erneut bis 1822. Auf Betreiben des obersten Ingenieurs für das Straßen- und Brückenwesen, Joseph-Michel Dutens, und des Generaldirektors für das Straßen- und Brückenwesen, Louis Becquey, wurde in diesem Jahr auch die Compagnie de l’Emprunt du Canal de Bourgogne, also eine Aktiengesellschaft für die Herausgabe von Staatsanleihen, gegründet, um die Fertigstellung des Kanals zu ermöglichen.

Treidelzugmaschine am Canal de Bourgogne, 1911

Am 28. Dezember 1832 befuhr das erste Kanalschiff den Scheiteltunnel; es erreichte am 3. Januar 1833 Dijon. Ende 1843, nach der Fertigstellung der fünf Stauwerke von Cercey, Chazilly, Grosbois, Le Tillot und Panthier für die Wasserversorgung der Scheitelhaltung bei Pouilly-en-Auxois konnte der Kanal vollständig seiner Bestimmung übergeben werden. Als im Jahre 1851 die Eisenbahnlinie zwischen Dijon und Laroche Migennes schrittweise ihren Betrieb aufnahm, wurde die wirtschaftliche Bedeutung des Canal de Bourgogne sehr gering. Dennoch wurde der Kanal bis 1882 weiter technisch verbessert. Dabei wurde auch der Freycinet-Standard eingeführt und ein zusätzlicher Speichersee am Armançon gebaut. Von den 6 Speicherseen mit einem gesamten Fassungsvermögen von 30,5 Millionen Kubikmetern speisen je drei die Seite Yonne und die Seite Saône des Kanals, und zwar über Gräben von insgesamt 70 km Länge, die teilweise unterirdisch geführt werden.
1873 wurde am Canal de Bourgogne erstmals in Frankreich eine dampfbetriebene Treidelbahn erprobt. 1911 gab es erste Versuche, mit einer Zugmaschine mit Verbrennungsmotor zu treideln.
Der Canal de Bourgogne ist eines der Beispiele dafür, wie aufgrund der endlosen Verzögerungen beim Bau die Fertigstellung des Kanals beinahe mit der Erstellung der Eisenbahnlinien zusammenfiel, so dass eine wirtschaftliche Nutzung nur über eine kurze Zeit möglich war. Die Bahnlinie Migennes – Dijon verläuft im Großen und Ganzen parallel zum Kanal, über weite Strecken in einem Abstand von nur einem Kilometer, so dass sie das gleiche Einzugsgebiet wie der Kanal aufweist. Konkurrenzlos war der Kanal somit nur während weniger Jahre.

## Scheiteltunnel Pouilly-en-Auxois

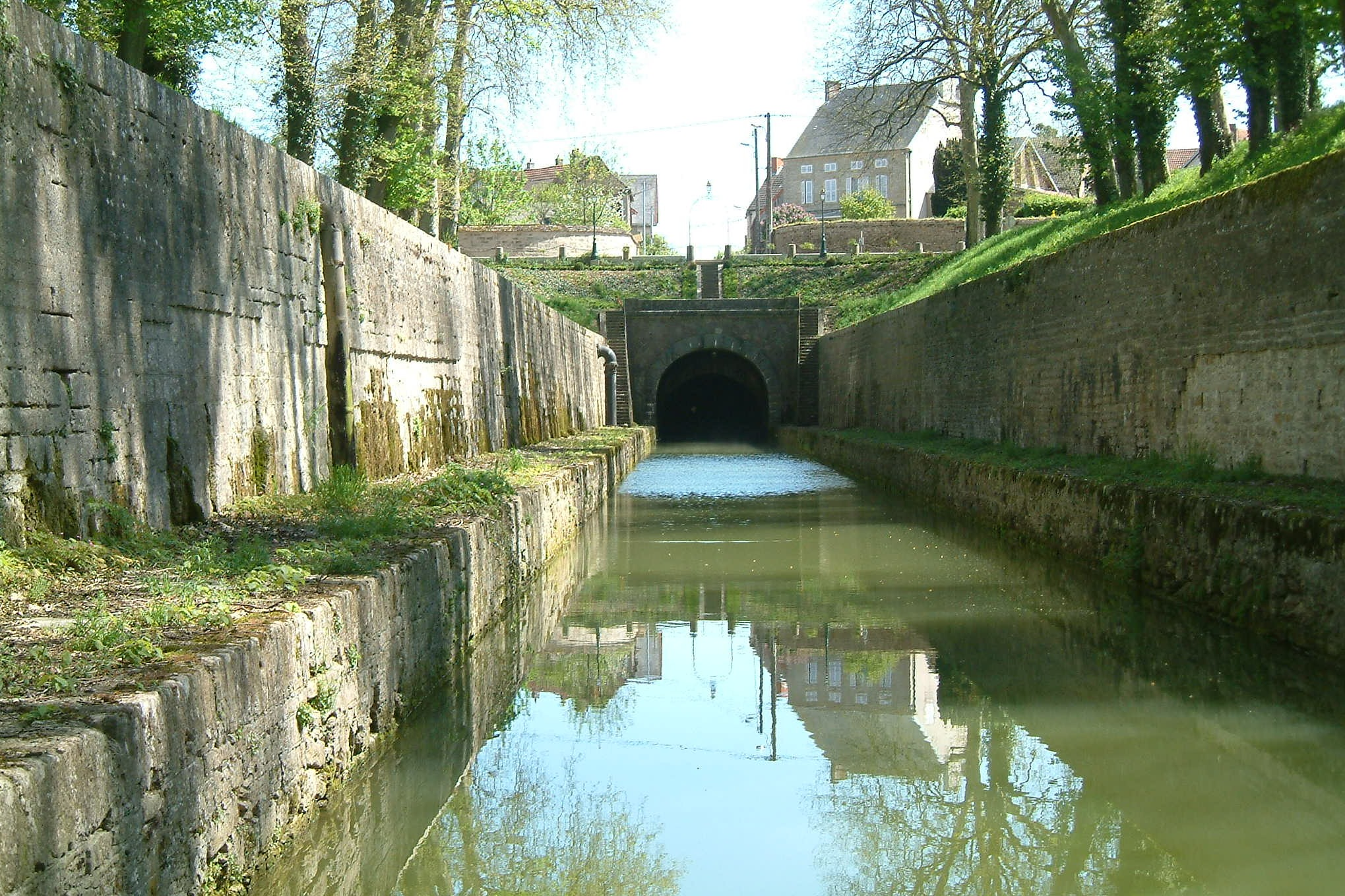
Tunnelmund des Scheiteltunnels in Pouilly-en-Auxois

Jeder Kanal, der eine Wasserscheide überwindet, benötigt in der Scheitelhaltung einen über das Jahr hinweg ausreichenden Zufluss an Wasser. Zudem sollte die Scheitelhaltung auch lang genug sein oder muss durch Stauseen ergänzt werden, damit der Wasserverlust durch das Schleusen der Schiffe nicht spürbar ist. Am Canal de Bourgogne ist die Scheitelhaltung 6 km lang, diese Länge war geländebedingt nur durch einen Tunnel realisierbar, dieser ist 3333 m lang und ganz gerade, so dass man vom einen Ende her das andere Ende sieht, er liegt bis 34 m unter der Erdoberfläche. So weit wie möglich wurde der Kanal auf den Tunnel hin offen in jeweils einem Einschnitt mit steilen Wänden geführt, über dem Tunnel liegt eine Allee mit einem Rad- und Spazierweg.
Der Tunnel wurde zwischen 1826 und 1832 zuerst von zivilen Sträflingen, im Kaiserreich dann von spanischen und englischen Kriegsgefangenen erstellt. Als erstes wurden entlang der Trasse von der Oberfläche her 32 Lüftungsschächte gegraben (11 von ihnen sind noch heute zu sehen; sie messen etwa 2 m im Durchmesser und ragen an der Oberfläche rund 3 m über den Boden hinaus). Von jedem Schacht aus wurde der Tunnel nach beiden Seiten vorgetrieben; der Schutt wurde über die Schächte entfernt, dann wurde der Tunnel ausgemauert. Im Tunnel ist der Kanal 6,20 m breit, und der Scheitel liegt 3,10 m über der Wasserfläche.
Im Tunnel gibt es keinen Treidelpfad; das Begehen oder Befahren am Rand entlang ist verboten. Ursprünglich mussten die Matrosen ihre Schiffe mittels Stangen durch den Tunnel staken, später an einer an der Tunnelmauer befestigten Kette entlangziehen, man benötigte auf diese Weise bis zu 8 Stunden, um den Tunnel zu durchqueren. Die Kapazität des Tunnels war entsprechend gering, selbst wenn man in Konvois fuhr. Da eine Begegnung im Tunnel unmöglich war, wurde die Durchfahrt mit einem „Stundenplan“ geregelt, es galt ein 24-Stunden-Betrieb.

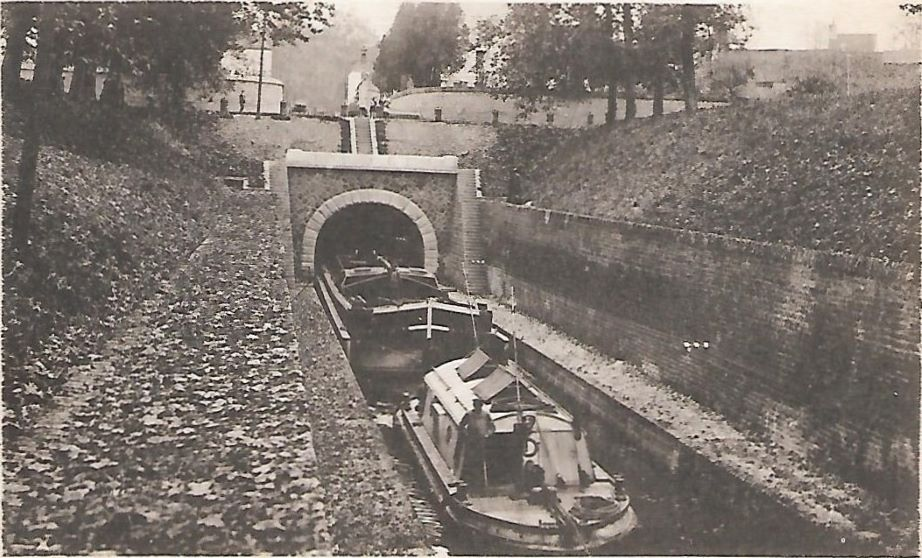
Oberleitungs-Kettenboot mit angehängtem und mit einer Peniche beladenen „Bac“ am Scheiteltunnel

1867 wurde ein Dampfboot in Betrieb genommen, mit dem man mehrere Schiffe auf einmal durch den Tunnel zog. Dieses Dampfboot fuhr Tag und Nacht: um 6 Uhr morgens und 18 Uhr abends war Abfahrt in Pouilly-en-Auxois, um 12 Uhr mittags und um Mitternacht war Abfahrt bei der Schleuse von Escommes (Seite Saône). 1893 wurde der Betrieb elektrifiziert, zwei hydroelektrische Kraftwerke produzierten Strom, und der Kettenschlepper (französisch: toueur) fuhr nun elektrisch, mit zwei Stromabnehmern an zwei der drei unter dem Tunnelscheitel befestigten Fahrdrähte. Der Kettenschlepper zog sich an einer auf dem Kanalgrund liegenden Kette entlang, die über ein Antriebs-Zahnrad auf dem Schlepper geführt wurde, er konnte 5 beladene oder 15 leere Kähne ziehen, die Durchfahrt zwischen den Häfen von Pouilly-en-Auxois und Escommes dauerte zwei Stunden bei einer Geschwindigkeit von etwa 3 km/h.
Nach dem Ersten Weltkrieg kamen immer mehr Schiffe mit eigenem Motor in Betrieb, so dass der Schlepperbetrieb zwischen den beiden Weltkriegen eingestellt wurde. Seine definitiv letzte Fahrt machte der Schlepper 1987, er ist heute beim Hafen von Pouilly-en-Auxois ausgestellt und kann von außen besichtigt werden, in der Nähe befindet sich eine Ausstellung über den Kanal, unter anderem mit einem Modell des Schleppers.

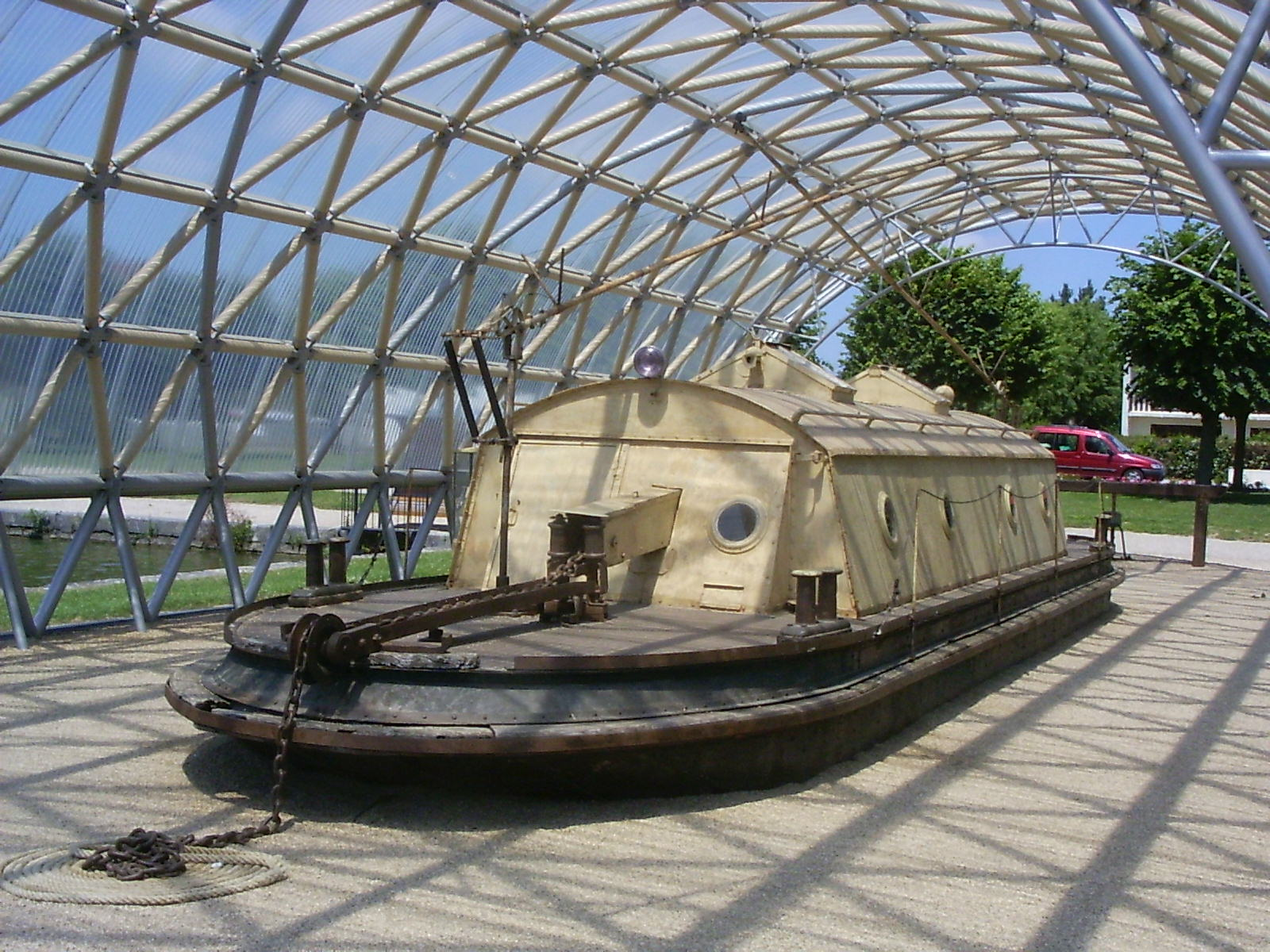
Elektrisch betriebener Kettenschlepper im Hafen von Pouilly-en-Auxois

Nahe der ersten Schleuse auf der Saône-Seite, am südlichen Ende des Vorhafens in Escommes, ist gleich neben dem Kanal eine interessante Einrichtung zu sehen: ein mit Toren abschließbares Becken mit einem „Bac“ genannten darin abgesenkten Schwimmdock. Da einerseits die Oberleitungen im Tunnel, die für den elektrischen Kettenschlepper notwendig wurden, die ohnehin geringe Durchfahrtshöhe auf nur noch 3,10 m einschränkten, andererseits die Penichen zudem höher geworden waren, wurde ab 1910 der Bac dazu verwendet, leere Penichen, die für die Tunneldurchfahrt zu stark aufschwammen, um 60 cm abzusenken. Das war dadurch möglich, dass durch die schwere Bauweise des Bac die Penichen in ihm tiefer lagen, als wenn sie selbstständig fuhren.
Zum Verladen der zu hoch liegenden Penichen wurde der Bac durch Öffnen der Schütze auf den Grund gesenkt, damit die Peniche mittels einer Winde über ihn gezogen werden konnte. Dann wurden die Tore das Beckens geschlossen und das sich im Becken und im Bac befindliche Wasser durch ein in einen Graben führendes Rohr abgelassen. Dadurch senkte sich die Peniche auf den am Grund liegenden Bac. Nunmehr wurden die Schütze des Bac geschlossen und das Becken aus dem Kanal wieder geflutet, so dass der Bac mit der geladenen Peniche aufschwamm und in den Tunnelschleppzug eingestellt werden konnte. Anders als das Becken benötigte der Bac kein bewegliches Einfahrtstor, sondern nur eine feste Schwelle, die bei schwimmendem Bac hoch genug über dem Wasser und bei abgesenktem Bac tief genug unter Wasser war, so dass eine leere Peniche darüber hinwegkam.
Obwohl der Vorgang keine Pumpen benötigte, war er doch recht kompliziert und zeitaufwendig, so dass man in der letzten Zeit der Schleppschifffahrt im Tunnel, als der Verkehr auf dem Kanal stark nachgelassen hatte, den Bac teilweise gar nicht mehr benutzte, sondern leere Penichen durch den Tunnel brachte, indem man das Wasserniveau in der Scheitelhaltung ganz einfach kurzzeitig entsprechend absenkte. Wann genau letztmals eine Peniche mit dem Bac durch den Tunnel geschleppt wurde, ist nicht genau bekannt. Während das Becken mit dem in ihm abgesenkten Bac in Escommes noch vorhanden ist, ist auf der anderen Tunnelseite im Hafen von Pouilly nur noch die vordere Hälfte des dortigen Beckens mit dem Einfahrtstor zu sehen, die hintere Hälfte des Beckens für den Bac wurde zum Bau der Ausstellungshalle für den einstigen Kettenschlepper verfüllt.
Heute ist die Durchfahrt durch den Tunnel wie folgt geregelt: Man meldet sich beim Schleusenwärter der letzten Schleuse vor dem Tunnel, dieser klärt mit dem Kollegen (oder der Kollegin) am anderen Tunnelende ab, ob der Tunnel frei ist, ist dies der Fall, händigt der Schleusenwärter dem Schiffsführer eine schriftliche Erlaubnis aus, die Durchfahrt muss dann unverzüglich ausgeführt und innerhalb eines vorgegebenen Zeitraums beendet werden. Auf diese Weise ist es möglich, den Tunnel innerhalb der Betriebszeiten grundsätzlich jederzeit zu befahren, ohne die Bildung von Konvois abwarten zu müssen.

## Wirtschaftliche Bedeutung

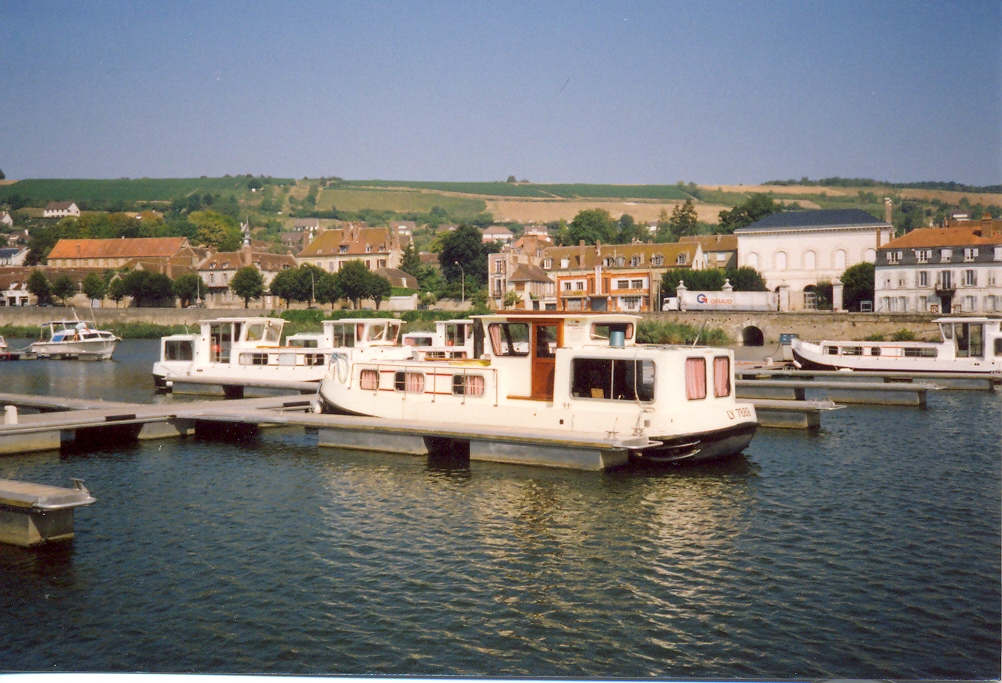
Pénichette bei Migennes

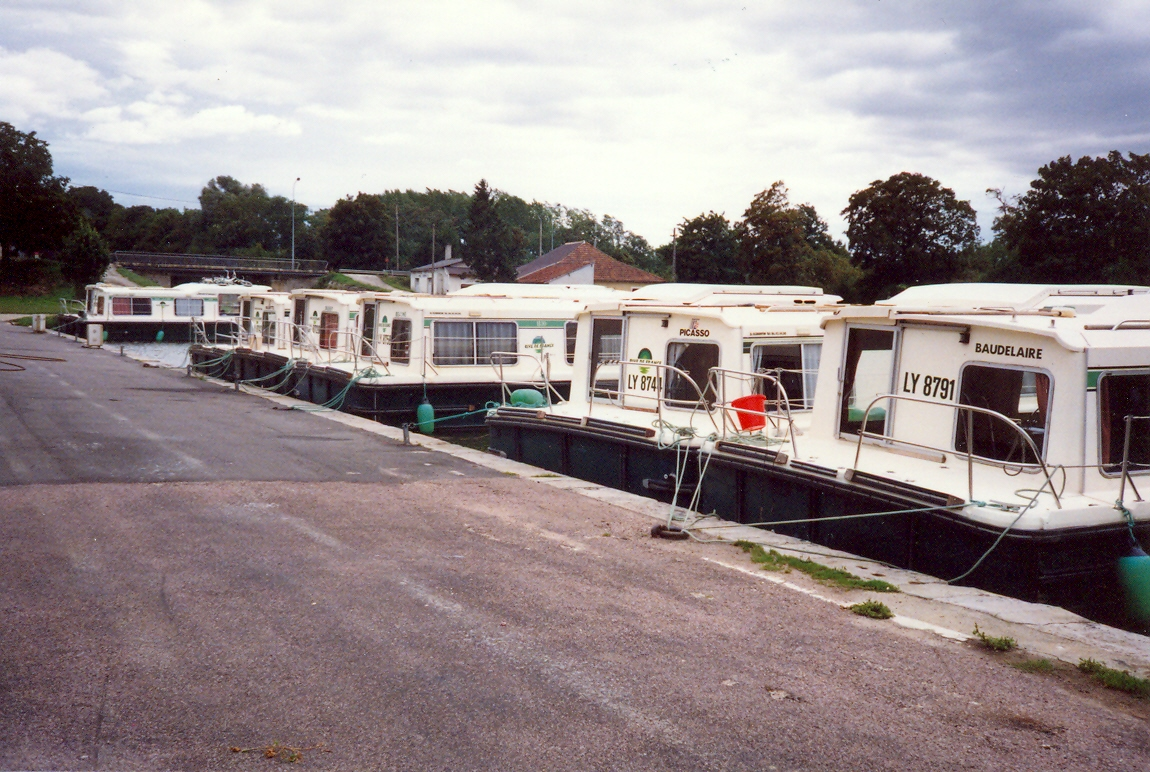
Hausboote am Stützpunkt in Saint-Florentin

Wirtschaftliche Bedeutung hat der Kanal heute nicht mehr, er wird fast nur noch von Touristen mit Sport- und Hausbooten sowie Hotelschiffen (umgebaute Frachtkähne) genutzt. Eine gewisse zusätzliche Bedeutung besitzt er dank des durchgehenden, fast durchgängig guten und breiten Treidelpfades, der von Radfahrern rege benutzt wird, die am Kanal entlangfahren.
In ihrer wirtschaftlichen Bedeutung entsprach die Eröffnung eines Kanals im 19. Jahrhundert der Eröffnung einer wichtigen Autobahn im 20. Jahrhundert. Kanäle wie der Canal de Bourgogne zogen eine Vielzahl und große Vielfalt von Gewerben und Berufen an, die zu ihrem Betrieb nötig waren, und sie ermöglichten erstmals, die Produkte aus der entlang des Kanals liegenden Region zu exportieren, nicht zuletzt nach Paris. Der Canal de Bourgogne hatte denn auch von Anfang an großen Erfolg. Im Jahr 1836 wurden in Dijon 2360 vorbeifahrende Lastschiffe gezählt, in Pouilly-en-Auxois 1259 und in Tonnerre 1347. Transportiert wurde vor allem Kohle, Bauholz, Wein, Schmiedeeisen aus den Schmieden entlang des Kanals (Buffon, Aisy, Fraugey), Natursteine für verschiedene Verwendungszwecke, Kalk, Zement, Sand, Kies und nicht zuletzt Getreide und Zucker. Der Kanal war mit dem Kohlengebiet von Épinac durch eine Bahnstrecke verbunden, die in Pont-d'Ouche auf den Kanal traf.
Nicht alles wurde über die ganze Länge des Kanals transportiert, viele Schiffe verkehrten nur zwischen Ortschaften entlang des Kanals.
Der Kanal hatte zur Folge, dass sich zahlreiche Unternehmen in seiner Nähe ansiedelten. Vor allem die Steinbrüche – man sieht sie noch heute, die meisten aufgelassen, entlang des Kanals z. B. im Gebiet von Ravières – erlebten einen enormen Aufschwung. Von diesem Aufschwung profitierten auch die Dörfer und Städtchen entlang des Kanals und letztlich die ganze Region. In den Jahren 1842 bis 1847 transportierte der Kanal zwischen 1,2 und 1,4 Millionen Tonnen pro Jahr, danach sank der Transport auf 700.000 bis 800.000 Tonnen in 1852/1853.
Weil aber der Kanal zu spät eröffnet worden war, erlebte er auch schon bald einen Niedergang. Die Konkurrenz der Eisenbahn war zu mächtig. Nach der Eröffnung der Bahnlinie Migennes – Dijon sank denn auch die auf dem Kanal beförderte Tonnage schlagartig von 200.000 auf 125.000 t. Das Transportaufkommen stieg dann zwar im Laufe der Jahre wieder an, aber in sehr viel geringerem Umfang als bei der Eisenbahn. Die Erweiterung des Kanals auf den Freycinet-Standard, die zu spät kam, sowie die Beschleunigung der Durchfahrt durch den Scheiteltunnel bei Pouilly-en-Auxois konnten den relativen und absoluten Niedergang nicht aufhalten. Der Erste Weltkrieg versetzte der Kanalschifffahrt einen ersten schweren Schlag. Zahlreiche junge Männer, die auf und am Kanal arbeiteten, wurden eingezogen, und es fielen weniger Transporte an. Nach dem Krieg stieg die Tonnage zwar nochmals an, auf 800.000 t, aber der Zweite Weltkrieg bedeutete einen erneuten Schlag, von dem sich der Kanal nicht mehr erholte. In der Zwischenzeit war ja auch der Straßenverkehr als scharfer Konkurrent hinzugekommen. 1980 wurden auf dem Canal de Bourgogne noch 400.000 t transportiert, davon das meiste zwischen Dijon und der Saône. Es wurde kaum mehr Last über die ganze Länge des Kanals transportiert, am ehesten war das noch beim Getreide der Fall. Zwischen 1980 und 1995 sank die Tonnage um 90 %. Heute ist sie, sofern überhaupt noch vorhanden, völlig bedeutungslos.
Der Canal de Bourgogne war gerade noch so lange in einem den Unterhalt lohnenden Betrieb, dass er als Bauwerk nicht zerfiel, bis die touristische Schifffahrt aufkam. Vor allem britische Schiffsvermieter begannen sich am Kanal anzusiedeln, nachdem sie am Canal du Midi gute Erfahrungen gemacht hatten. Heute ist der Canal de Bourgogne bei Hausboot-Mietern sehr beliebt, eine große wirtschaftliche Bedeutung hat diese stark auf die Sommermonate konzentrierte Nutzung jedoch nicht.

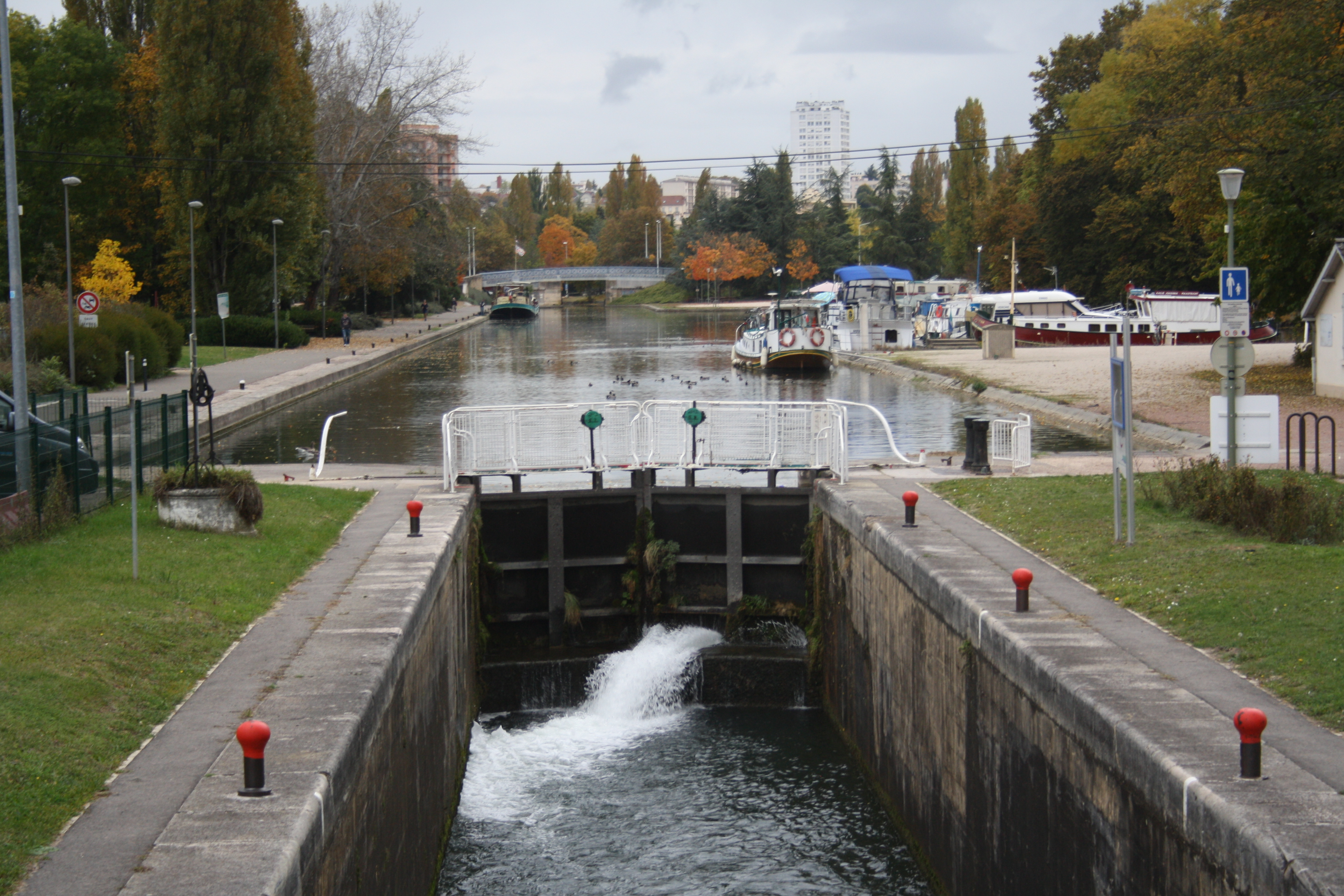
Canal de Bourgogne in Dijon
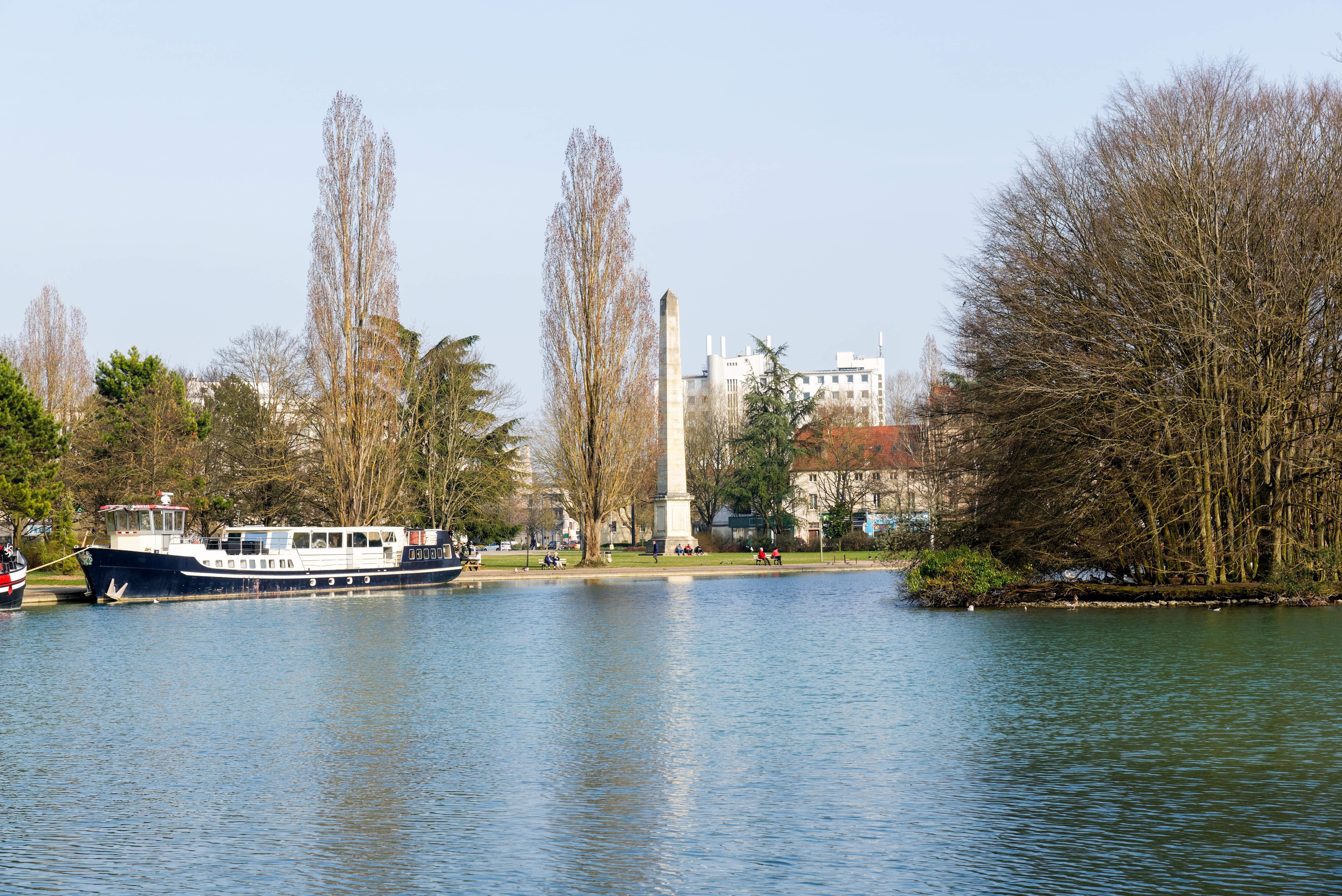
Obelisk im Hafen von Dijon zur Einweihung des Kanals
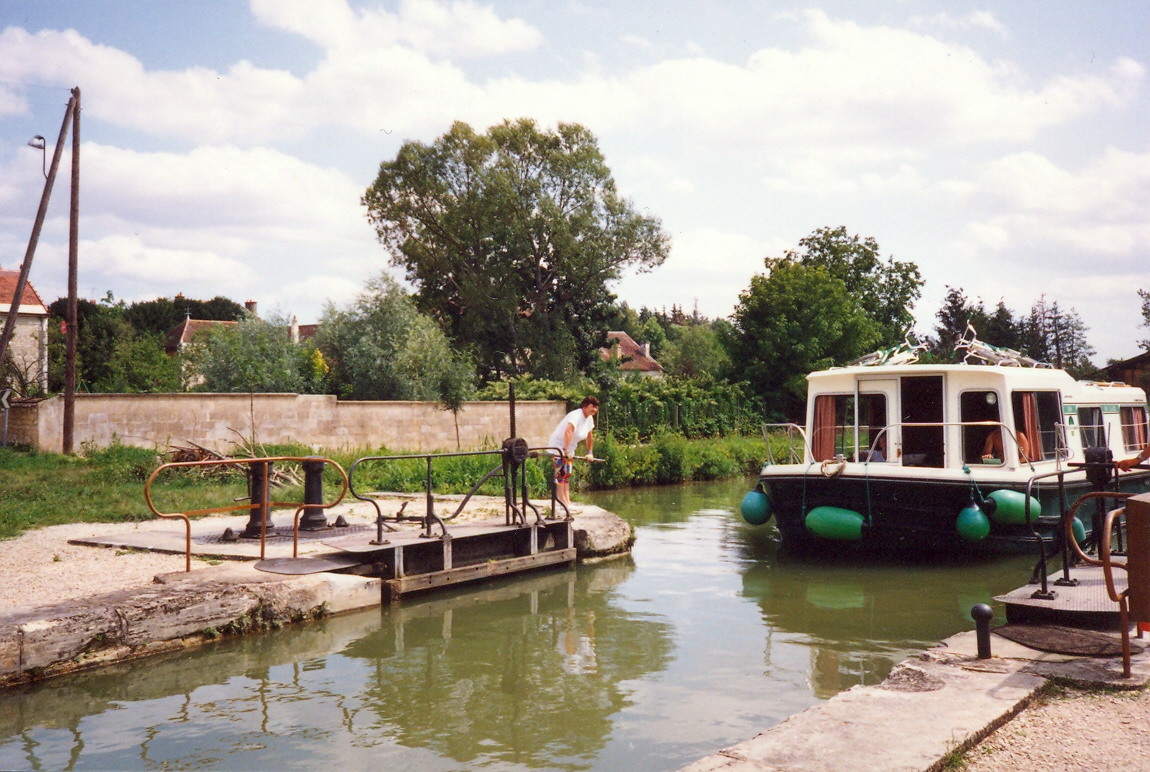
Hausboot EauVive 930 bei der Einfahrt in eine Schleuse
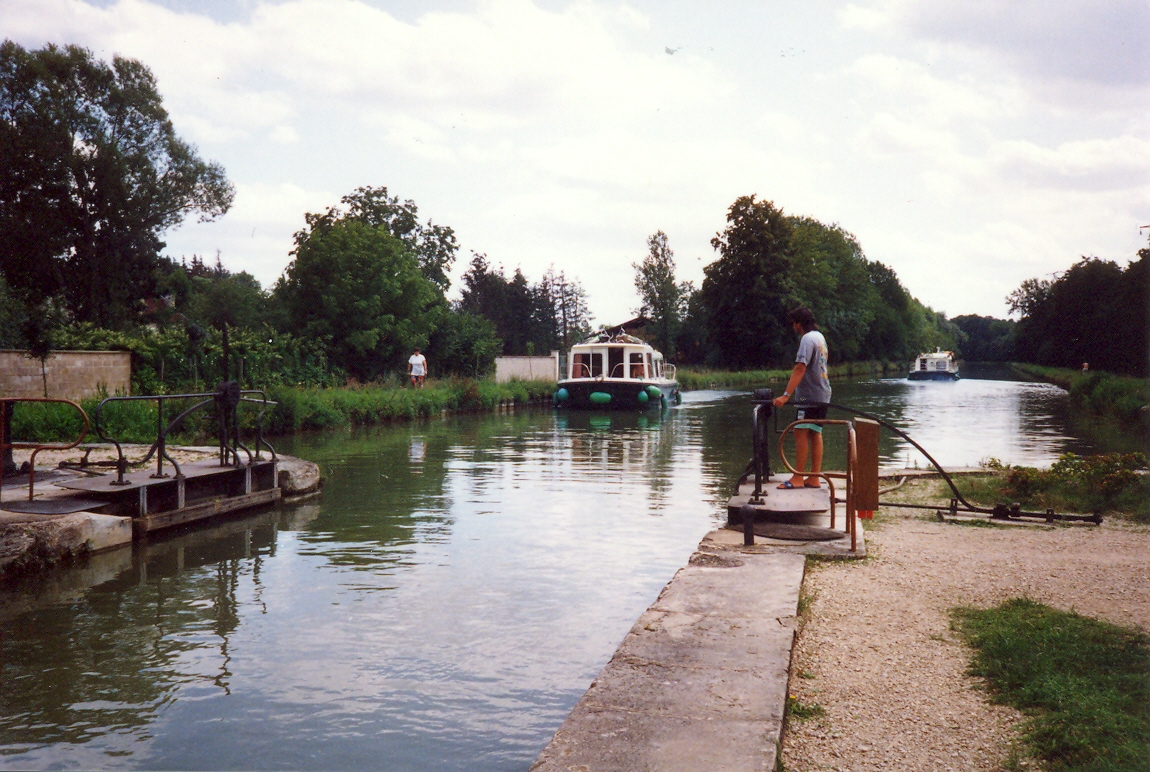
Hausboote auf dem Kanal
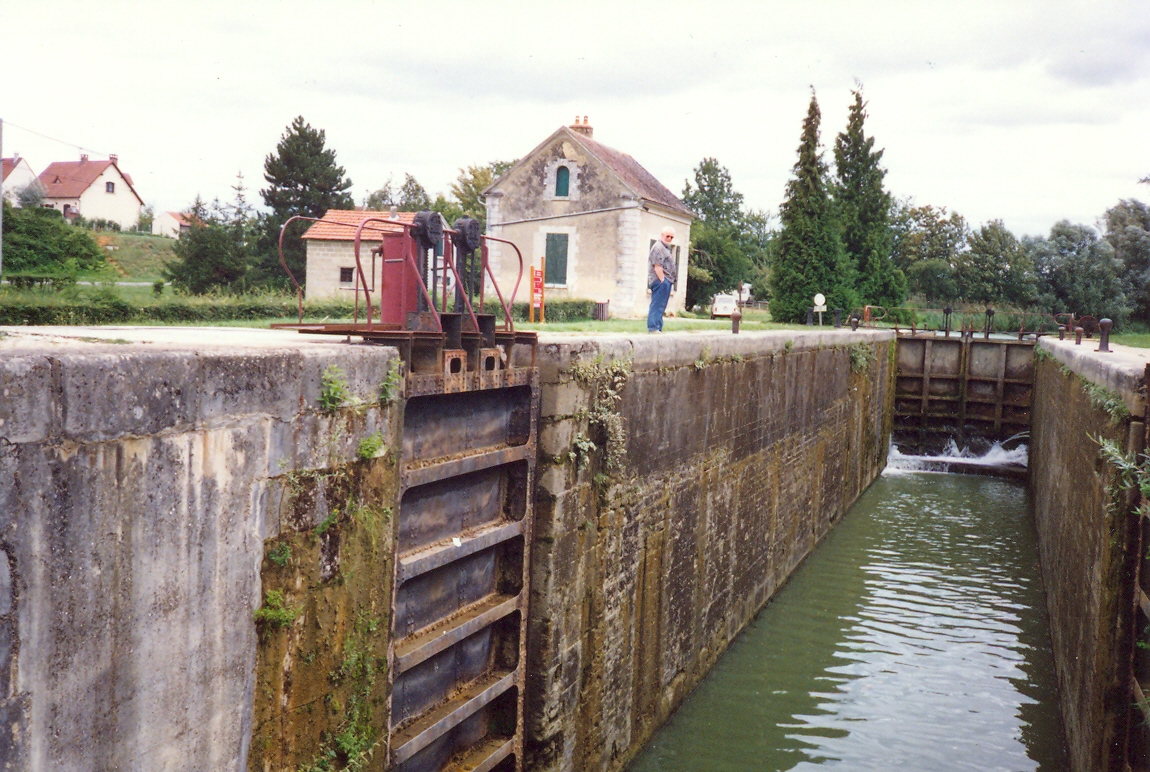
Leere Schleusenkammer
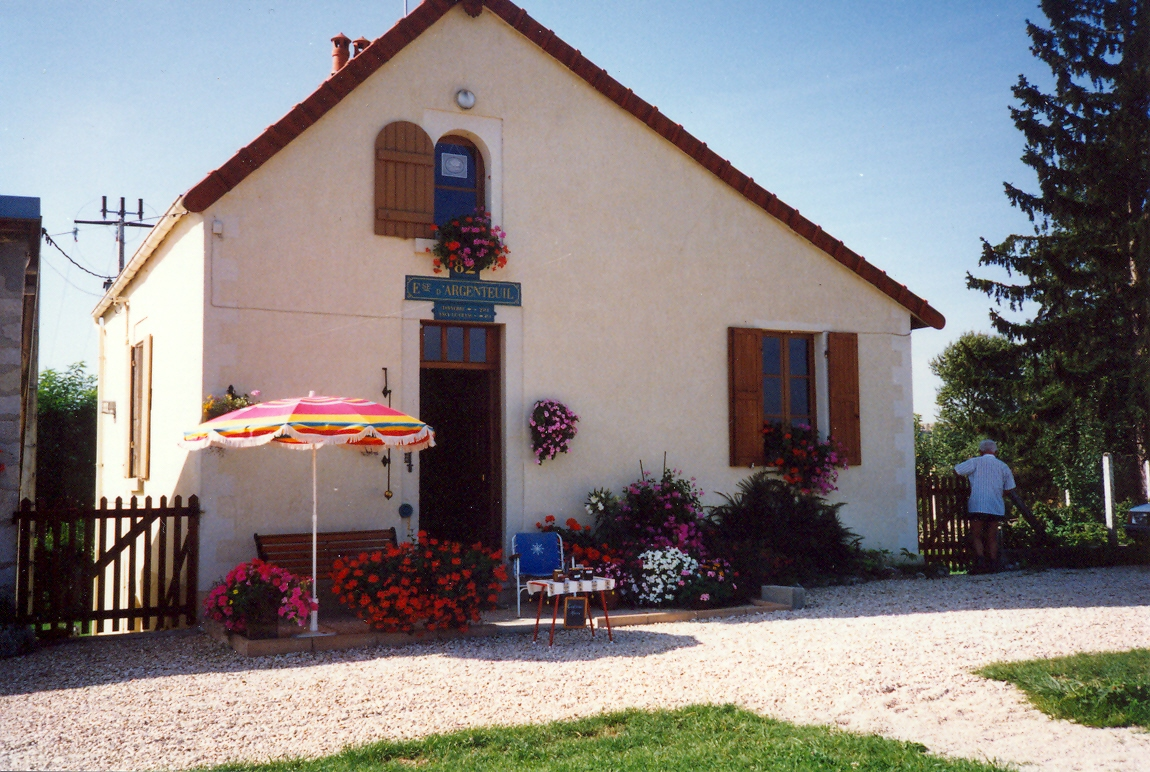
Schleuse 82 Argenteuil, Schleusenwärterhaus